# Cirricaecula macdowelli
Cirricaecula macdowelli är en fiskart som beskrevs av Mccosker och Randall, 1993. Cirricaecula macdowelli ingår i släktet Cirricaecula och familjen Ophichthidae. Inga underarter finns listade i Catalogue of Life.